# Trysil
Trysil (fino al 1906 nota come Trissyl) è un comune norvegese della contea di Innlandet, distretto di Østerdalen.

## Geografia fisica
IL territorio comunale si trova nell'estremo orientale del paese, al confine con la Svezia ed è attraversato dal corso del fiume Trysilselva che scorre verso sud ed entrando in Svezia assume il nome di Klarälven. Nella parte occidentale del comune si trova il lago di  Osensjøen. I rilievi più elevati del comune sono a nord-ovest, i monti Kampflåhøgda, 1208 m s.l.m. e Trysilfjellet 1132 m s.l.m..
La località principale del comune è Innbygda, sede amministrativa del comune, altri centri abitati sono Nybergsund e Østby.

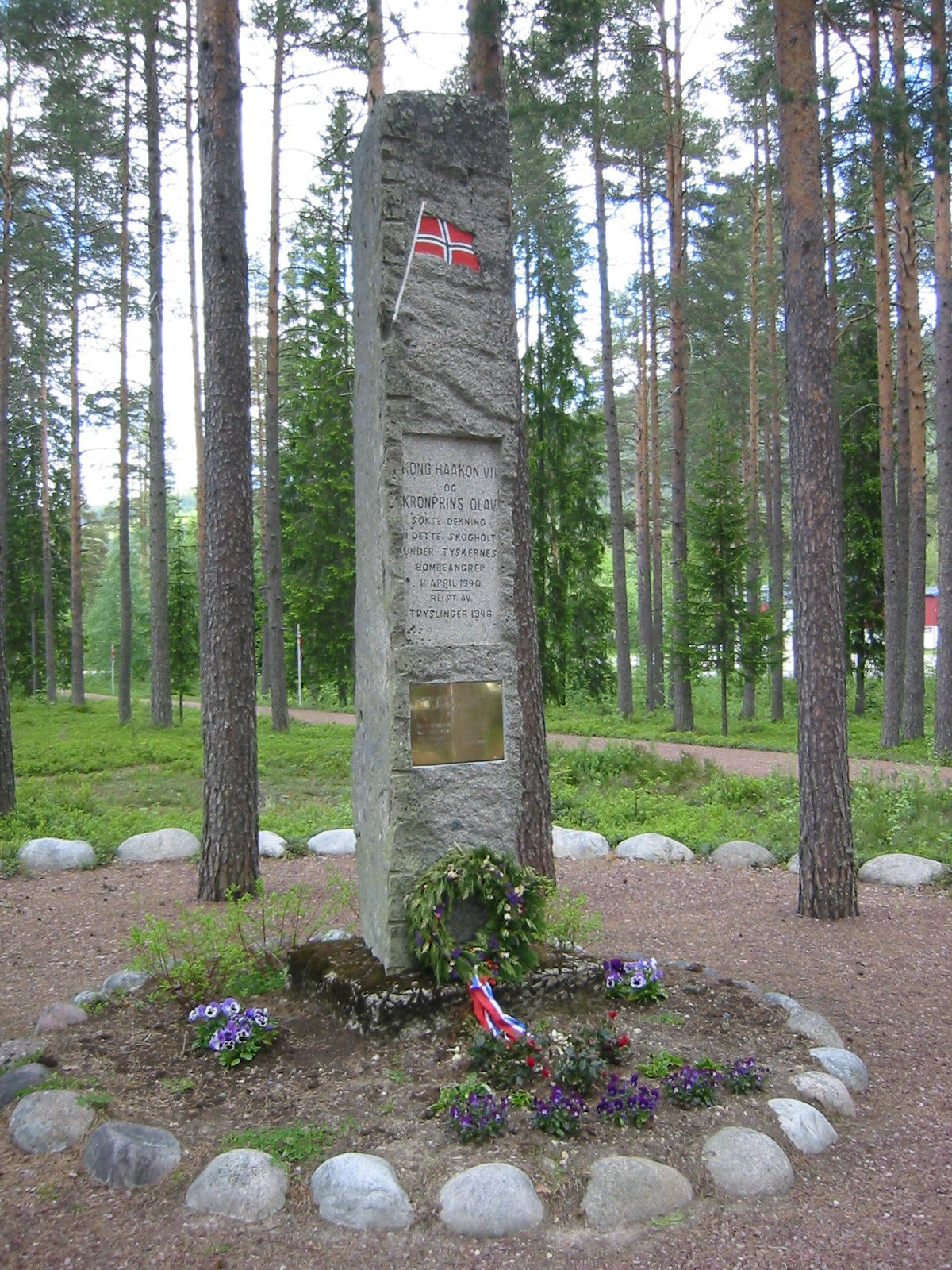
Monumento alla memoria del bombardamento tedesco

Nybergsund venne bombardato dall'aviazione tedesca durante la Seconda guerra mondiale, l'11 aprile 1940, quando vi si trovavano il re Haakon VII e il principe Olav.

## Storia
La prima competizione ufficiale di sci si è tenuta qui nel 1855. Il famoso sciatore norvegese Halvard Morgedal vinse in quell'anno tutte le gare. Il club sciistico Trysilgutten, fondato nel 1861, è considerato il club sciistico più antico del mondo.

## Monumenti ed attrazioni
La chiesa principale di Innbygda fu edificata nel 1861 dall'architetto norvegese Christian Heinrich Grosch..
Trysil è il luogo di origine del poeta e scrittore Sven Moren (1871 - 1938).

## Economia
L'agricoltura e la produzione di legname erano in passato le più importanti fonti di reddito per la città, in epoca recente il turismo ha preso il sopravvento, Trysil è uno dei più importanti centri per gli sport invernali del paese con molti visitatori provenienti dalla vicina Svezia. Il fiume Trysilelva è l'ultimo dei fiumi utilizzati per il tradizionale trasporto del legname per via fluviale
Trysilfjellet è il più importante centro sportivo invernale in Norvegia.

## Amministrazione

### Gemellaggi
- Holbæk
- Kil
- Laihia